# Jüdischer Friedhof Elsey (Hagen)

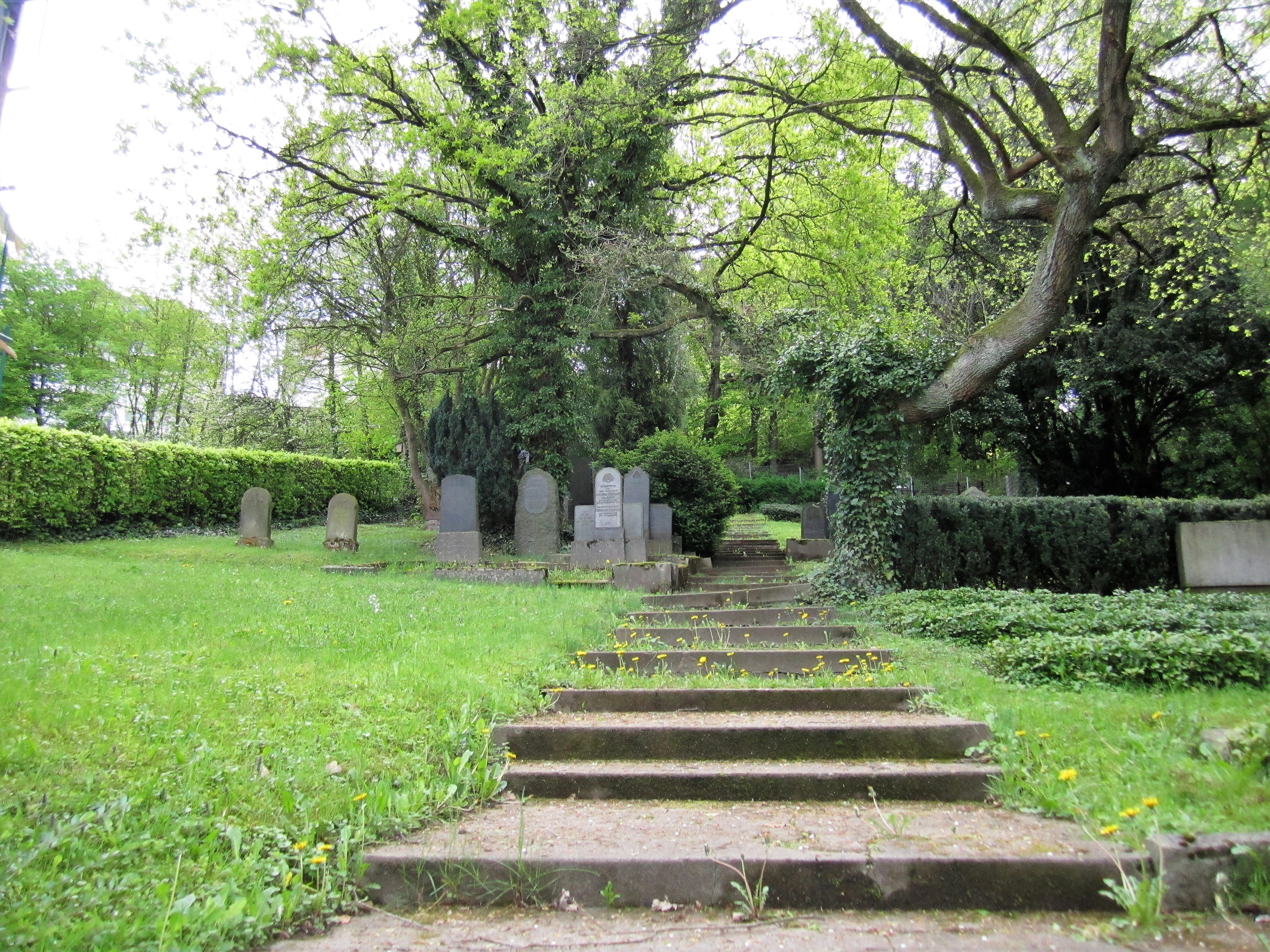
Jüdischer Friedhof Elsey (2015)

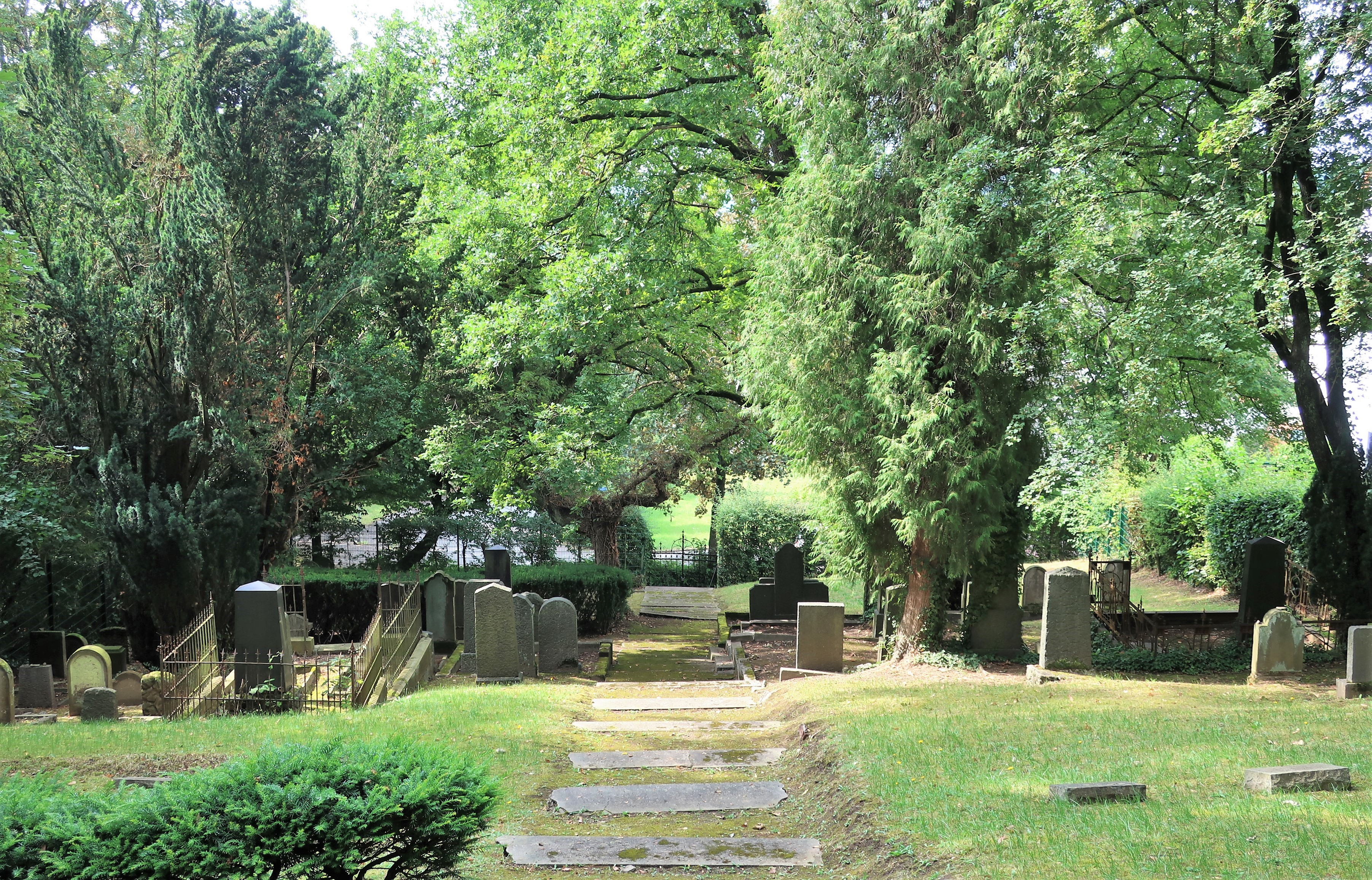
Jüdischer Friedhof Elsey (2022)

Der Jüdische Friedhof Hohenlimburg im Hagener Stadtteil Hohenlimburg (Nordrhein-Westfalen) wurde 1886 errichtet. Der jüdische Friedhof liegt im Hohenlimburger Ortsteil Elsey an der Heidestraße und ist ein geschütztes Baudenkmal.

## Geschichte
Alter Friedhof Im Urkataster von 1821 ist ein rund 2300 m² großer „Kirchhof der Judenschaft zu Limburg‘“ an der Heidestraße am Hang des Mühlenbergs in der bis 1902 selbständigen Gemeinde Elsey verzeichnet, vermutlich wurde er schon im 18. Jahrhundert genutzt. Der Friedhof wurde 1903 geschlossen, um 1930 waren dort noch Grabsteine zu finden. Das Gelände wurde in der zweiten Hälfte des 20. Jahrhunderts u. a. als Sportplatz genutzt, bei Bauarbeiten aufgefundene Grabsteine wurden auf den neuen Begräbnisplatz umgesetzt. 
Neuer Friedhof Ein Nachbargrundstück mit einer Größe von 1166 m², das sich bereits 1860 im Besitz der jüdischen Gemeinde befand, wird 1885 in der Grundsteuermutterrolle der Gemeinde Elsey als neuer Begräbnisplatz der jüdischen Gemeinde Hohenlimburg ausgewiesen. Zwischen 1887 und 1938 erfolgten dort insgesamt 95 Bestattungen, die letzte im Dezember 1938. Das Grundstück wurde 1941 zu Gunsten der Stadt Hohenlimburg enteignet. 1952 wurde die JTC als neue Eigentümerin eingetragen, später der Landesverband der Jüdischen Gemeinden von Westfalen-Lippe. 
Ein auf der Mittelachse angelegter Treppenweg erschließt den nach Südosten ausgerichteten Gräberkomplex. 62 Grabsteine sind dort zu finden, von denen zwölf vom alten Friedhof stammen. Böning vermutet 1988 einen Verlust von 45 Grabsteinen. Ein Grabstein weist auf den Soldatentod von Sally Rosenberg und Louis Schönebaum im Ersten Weltkrieg hin. Ein Gedenkstein erinnert an vier Angehörige der Familie Meyer, die in Vernichtungslagern ermordet wurden. Auf den unteren und oberen Teilen des Friedhofs sind Grabstellen von mindestens 60 sowjetischen Kriegsgefangenen sowie ost- und südosteuropäischen Zwangsarbeitern zu finden, die zwischen 1941 und 1945 in Hohenlimburg zu Tode kamen; drei 1945 errichtete Gedenksteine erinnern an sie. 
In den 1980er Jahren, als sich die „Bürgeraktion“ für den Erhalt der Synagoge in Hohenlimburg einsetzte, wurde der Friedhof zweimal geschändet. 1995 wurde er in die Denkmalliste der Stadt Hagen aufgenommen. Es handelt sich um einen geschlossenen Friedhof, auf dem seit Ende 1938 keine Beisetzungen mehr stattfinden. 

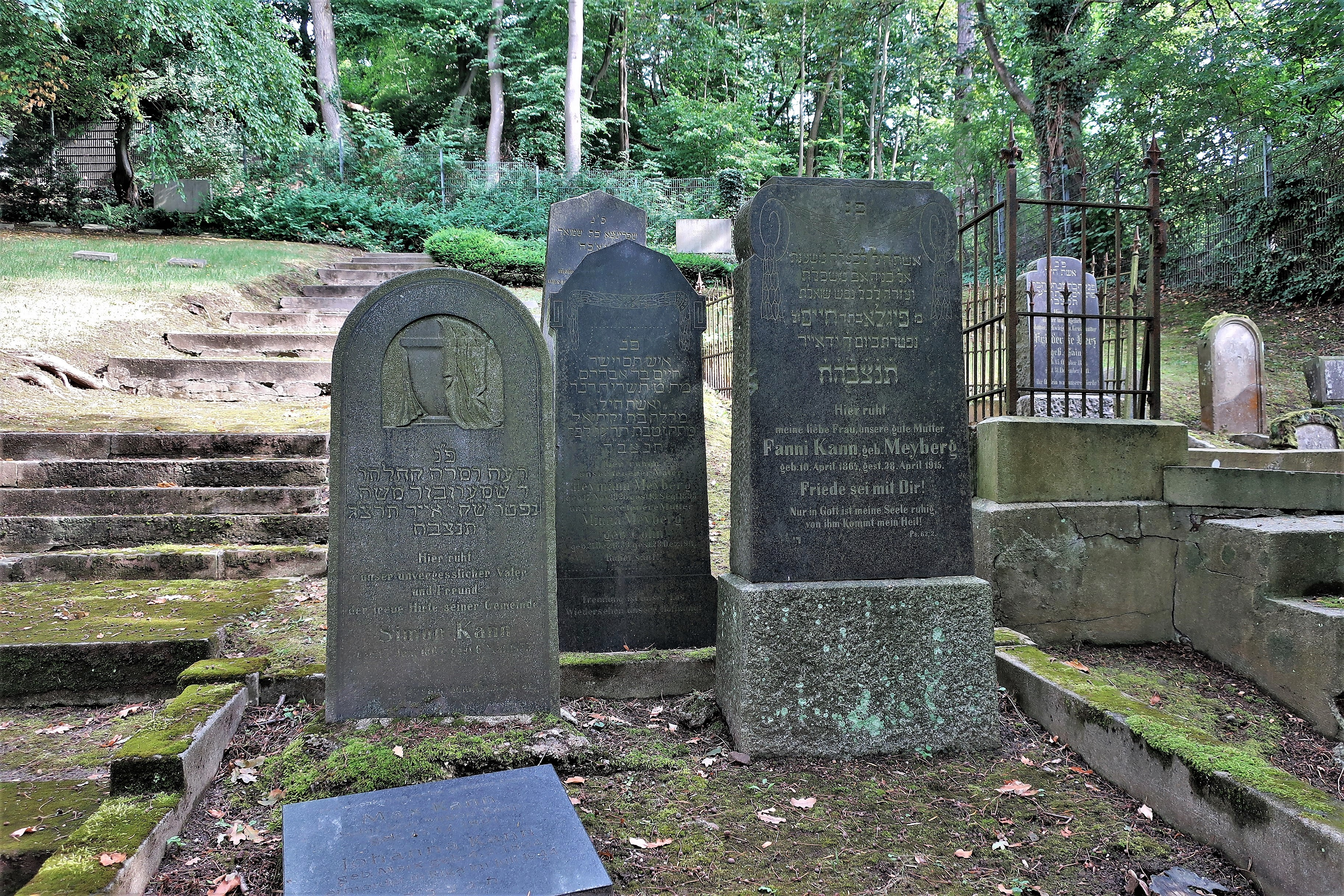
Grabstein für Simon Kann

In der jüdischen Gemeinde Hohenlimburg gab es früher, wie in anderen Gemeinden auch, eine „Chewra Kadischa“ (Heilige Bruderschaft), deren Aufgabe es war, die Sterbenden zu betreuen und den Hinterbliebenen die Aufgaben, die mit einer Bestattung verbunden sind, zu erleichtern bzw. abzunehmen.
Besonders hervorzuheben ist auf dem Friedhof der gut erhaltene Grabstein des Predigers, Lehrers und Kantors Simon Kann (1863–1933). Über der Inschrift befindet sich eine von einem Schleier halb verdeckte Levitenkanne. Als „Kannejuden“ wurde Juden levitischer Herkunft bezeichnet, da es zu ihren Pflichten gehörte, die Hände der „Priester“ (Kohanim) mit Wasser aus einer Kanne zu übergießen, ehe diese den Segen erteilten. Die Übersetzung des hebräischen Textes lautet: „Hier ist begraben der Hirte und Lehrer seiner Gemeinde, Raw Schimon, Sohn des Raw Mosche. Er verschied am heiligen Sabbat, am 10. Ijjar 5693. Möge seine Seele eingebunden sein in das Bündel des Lebens!“. Der Spruch unten auf dem Grabstein „Licht ist gesäet dem Gerechten“ ist ein Zitat aus Ps. 97,11. Diese Psalmstelle hat Simon Kann hunderte von Malen im Gottesdienst rezitiert. Der Psalm sagt, dass nach Antritt von Gottes Herrschaft die Frommen in ungetrübtem Glück frohlocken.